# Rafael Obregón Loría
Fernando Rafael Obregón Loría (San José, 9 de julio de 1911 — 25 de abril de 2000) fue un historiador y educador costarricense.

## Biografía
Nació en San José en  el 9 de julio de 1911 en el seno de una familia conformada por el Benemérito de la Patria Miguel Obregón Lizano, quien fue un insigne educador y promotor de la biblioteca nacional de Costa Rica. Su madre Clotilde Loría Iglesias, era hija del Auditor de Guerra en la Campaña del Tránsito. Contrajo matrimonio en marzo de 1943 con la educadora Luz Argentina Brenes y procrearon un hijo. Como creció en un hogar rodeado de libros que poseía su progenitor, pronto aprendió muchas ramas del saber y del conocimiento humano. Asimismo, realizó los estudios de educación primaria en la Escuela Juan Rudín y en 1931 concluyó sus estudios de secundaria en el Liceo de Costa Rica donde obtuvo el título de Bachiller en Ciencias y Letras.
Falleció en San José en el 25 de abril de 2000.
Educación
Finalizados sus estudios, regresó a las aulas como profesor e impartió lecciones en Cosmografía, Matemáticas, Geografía e Historia en diferentes colegios del país.
La Secretaría de Instrucción Pública lo nombre "Profesor de Estado" por desempeñarse como profesor. Entre sus cargos como educador destacan:
De 1932 a 1942 trabajó como profesor en el Liceo de Costa Rica, Colegio Superior de Señoritas y Colegio Nuestra Señora de Sion, ubicados en la capital de Costa Rica.
Posteriormente, de 1943 a 1945 fungió como docente en el College de Western University en Ontario, Canadá. Asimismo, en el periodo de 1954 a 1968 fue profesor de matemática en el Colegio Omar Dengo, en Costa Rica. Paralelamente, en 1955 trabajaba como investigador de la historia costarricense.
Con la apertura de la Universidad de Costa Rica fue invitado en 1941 a impartir lecciones en la Cátedra de Geografía en esta institución de educación superior. Se le asignó el cargo de catedrático de la Escuela de Filosofía y Letras e impulsó la creación del Departamento de Historia y Geografía, donde fue el primer director. Fue el fundador y el primer director de la Escuela de Historia y Geografía de la Universidad de Costa Rica.
Impulsó la presencia de profesores provenientes de otros países como Ciro Cardoso y Héctor Pérez. Además con la idea de promover el cambio, dio la oportunidad mediante becas estudiantiles, de estudiar en el extranjero.
Además de impartir lecciones en las diferentes instituciones del territorio nacional, también se desempeñó como profesor internacional de español en Canadá. Además, trabajó en Pedagogía en Estados Unidos, Perú, Chile y Nicaragua.
Reconocimientos
Obtuvo premios, condecoraciones y varios honores como el Museo de la Logia Masónica que ostenta su nombre, además se colocó una placa frente a la Biblioteca Carlos Monge Alfaro de la Universidad de Costa Rica en 1974 en su honor.
Se le otorgó el Premio Magón, máximo galardón de la cultura costarricense, y en 1979 obtuvo el  Premio Nacional Aquileo J. Echeverría en la rama de Historia.
Dedicó su vida la enseñanza superior, como educador costarricense y por ende, en 1985 se le entregó el premio “Fernández Ferraz”.
En 1991 se le hace entrega del Doctorado Honoris Causa  otorgado por el Consejo Universitario de la Universidad de Costa Rica como la  máxima  distinción que ostenta esta Benemérita Institución de educación superior.
El Archivo Universitario de la Universidad de Costa Rica lleva su nombre: Archivo Universitario Rafael Obregón Loría conocido como AUROL.
A los 70 años aunque estaba jubilado como educador, continuó atribuyendo con su conocimiento como investigador y fue guía de muchos estudiantes tesiarios que  optaban por un título académico en el grado de licenciatura; además colaboraba con investigadores en aportes de su competencia profesional de manera desinteresada, sobre todo en investigación de acontecimientos relevantes de la historia costarricense.

## Publicaciones
Como educador e investigador, tuvo una vasta producción bibliográfica que plasmó su conocimiento intelectual en destacadas publicaciones de libros, artículos en  publicaciones periódicas como revistas y periódicos; a su muerte dejó pendiente de publicar el séptimo volumen de “Familias alajuelenses en los Libros parroquiales, investigación para la cual pasó quince años escarbando en archivos.
Fue el pionero e historiador de la masonería, de hechos militares y políticos, de la historia de la patria, de los presidentes de la República y de las autoridades de la Asamblea Legislativa de Costa Rica.
Entre sus publicaciones destacan el libro “Costa Rica y la guerra contra los filibusteros”.
 Asimismo, escribió el libro "Costa Rica y la Guerra del 56", enfocado en la historiografía costarricense referente a la Campaña Nacional de  1856-1857. Esta obra ha trascendido las fronteras de Costa Rica y ha sido citada en libros de historiadores de diferentes países.